# Marija Saakjan
Marija Saakjan (russisk: Михайлович) (født 24. juli 1980 i Jerevan i Sovjetunionen, død 28. januar 2018 i Moskva i Rusland) var en russisk filminstruktør.

## Filmografi
- Majak (Маяк, 2006)[1][2]